# 倉科カナ
倉科 カナ（くらしな カナ、1987年〈昭和62年〉12月23日 - ）は、日本の女優、タレント。熊本県熊本市南区出身。ソニー・ミュージックアーティスツ所属。

## 来歴
熊本信愛女学院高等学校卒業。高校時代は、家族や生活のために牛丼屋（吉野家）やファミリーレストラン、懐石料理店などで3つアルバイトを掛け持ちしていたが、「人生がこのままだとつまらないな。一回きりの人生楽しんだ方がいい。芸能界に昔興味があったからオーディションを受けてみよう」と思うようになる。高校3年生の時、冒険心から受けた「SMAティーンズオーディション2005」に応募する。最初に事務所に送った履歴書はフリーペーパーから引きちぎったものに、友人に言われた通りに名前と写真とスリーサイズのみを書き、不要になった他の欄の部分は手で切って半分にしたヨレヨレの物だった。当時倉科は祖母と同居しており、オーディション用の写真は仏壇の前で祖母が撮ったものを使ったという。結果「電話で落ちました」と連絡がありオーディションに一度落ちる。
その後ソニーミュージックの事務所社長が倉科の写真を偶然見つけて、敗者復活となり面談をしていくうちにグランプリを受賞した。上記の履歴書の件も含め、社長は事務所入りを認めた。
学業を優先していたため、高校卒業後に上京し、本格的にタレント活動を開始した。2006年6月、『ミスマガジン2006』でグランプリに選ばれ、以後講談社のマガジンシリーズを中心にグラビア活動を展開。同年10月からはTBS『開運音楽堂』に出演。同年7月からの一時期、「ミスマガジン」フットサルチームに加入していた。一方で俳優業も開始。NHK教育・NHKワールドで放送された外国人向け日本語教育番組『エリンが挑戦! にほんごできます。』のスキットパートに出演。2008年4月から12月まで、NHK総合『土曜スタジオパーク』のレギュラーを務める。2009年後期のNHK連続テレビ小説『ウェルかめ』に1775人の応募者の中から選ばれ、同年秋から2010年春まで主演（ヒロイン役）を務める。NHK連続テレビ小説のヒロイン・オーディションは『どんど晴れ』から受け続け、これが5回目の挑戦だった。ミスマガジン出身者がNHK連続テレビ小説のヒロインを務めるのは『はね駒』（1986年前期）の斉藤由貴以来23年ぶりであった。これに先駆け、2009年8月には、徳島市阿波おどりに前年の『真夏の夜もさだまさし』で話題となった“NHK徳島連”の一員として参加、ドラマPRを行う。この頃よりグラビア活動を終え、女優としての活動のみとなる。2010年8月27日より、ブログをアメーバブログに移行。2020年8月、映画『女たち』(2021年6月公開）の撮影のために髪を40cm切る。2021年7月、スマートフォンアプリ『魔剣伝説』のイメージキャラクターに就任。
2022年、第29回読売演劇大賞女優賞を受賞（こまつ座『雨』、『ガラスの動物園』）。

## 人物

### 家族
- 父[14]、母[14]、妹3人（1歳下、3歳下（グラビアアイドルで女優の立花のぞみ[14][15]）、6歳下）と、2006年に生まれた弟が1人いる[4][14]。倉科は母が18歳のときに生まれた子供である[16]。その後、父がいなかったため倉科が家計を締める役目や、複数のアルバイトを掛け持ちして食費や弟の進学費の負担といったことを父代わりに担っていた[14][17]。
- 6歳下の妹と同居している（2013年の時点）[18]。また、弟は『A-Studio＋』（2022年5月6日放送分）において「誇りに思う姉」というテーマで描いた絵を倉科にプレゼントした[17]。
- 妹3人のうち2人の誕生日は12月21日と12月22日（立花のぞみの誕生日が22日）で、倉科本人と1日違いで並ぶことになる。そのため、3人の誕生祝いとクリスマスパーティーがひとまとめになることが多かった[19]。
- 猫の「ハジメ」と暮らしていたが2016年に死別、2017年からは保護猫の「雪」を家族に迎え入れている[20]。

### 交友関係
- アーティストの中村中とは親友で飲み友達[17][21]。

### 免許・資格
- 2022年3月、日本舞踊「坂東流」の名取の試験に合格したことを報告した[22]。

### 趣味嗜好・特技
- 趣味は読書、写経[23][24][25]。
- スポーツが好き。特技はバスケットボール、テニスなど[26]。
- 映画は好きな作品に巡り合うと3回4回と繰り返し観る癖があるため、昔から映画のDVDをよく買うことが多い[27]。
- 漫画好き。1番思い入れ深い作品には様々な漫画を読み始めるきっかけをくれた『ONE PIECE』を挙げている。学生時代の頃から少女漫画、少年漫画などのジャンルを意識しないまま家族や友人とよく回し読みをしていた[28]。
- 役者の松たか子が好き。そのため、松が出演する舞台やドラマ、映画を頻繁にチェックしている[29][30][31]。
- 動物好きで、実家がかつてブリーダーであったことから[32]犬を12匹飼っていたことがあり、将来の夢は動物看護師だった[4]。小学生の頃には獣医師か役者業のどちらを目指すかで迷っていた[17]。
- 和菓子が好きで、特にわらび餅は実家暮らしの頃、ストーブの上に鍋を置いて作っていたという[33]。また、菓子はタルト、グミ、サラダせんべいも好んでよく食べている[34]。

### エピソード
- 子供の頃、ヒーローショーで『仮面ライダーシリーズ』のショッカーの戦闘員に追い回されたことがあり、以来ショッカーがトラウマになったことがあったという[35]。

## 作品

### 映像作品
- ミスマガジン2006 倉科カナ（2006年10月、TBS/バップ）
- Power of Love〜えがおと私。そして、いろいろ・・・〜（2007年12月、SMAエンタテインメント）
- In Your Eyes（2008年11月、ビーエムドットスリー）
- Beach Angels 倉科カナ in サウス・ストラドブローク島（2009年4月、バップ）
  - ブルーレイディスク版も同時発売

## 出演

### テレビドラマ
- 深夜ミニドラマ 根津サンセットカフェ（2006年8月1日 - 2007年3月28日、TBS） - 主演・カナ 役
- 地獄少女 第十話 悲しみの記憶（2007年1月13日、日本テレビ、静岡第一テレビ） - 本田樹里 役
- 占い師 天尽 第6話ゲスト（2007年、CBC/goo配信）
- ドラマ24 「エリートヤンキー三郎」（2007年4月13日 - 2009年8月29日、テレビ東京） - ヒロイン・浅井春菜 役
- メルドラ'08 第1話『Re:了解』（2008年3月20日、中京テレビ） - 福原由貴 役
- 枯れオヤジ〜カレセンと呼ばないで〜第5話「ラテンの研修」（2008年11月9日、BSフジ） - 林田真奈美 役
- 連続テレビ小説 ウェルかめ（2009年9月28日 - 2010年3月27日、NHK総合ほか、大阪放送局制作） - 主演・浜本（山田）波美 役
- ドラマスペシャル「やまない雨はない」（2010年3月6日、テレビ朝日） - 女子高校生 役
- Mother（2010年4月14日 - 2010年6月23日、日本テレビ） - 鈴原果歩 役
- サザエさん2（2010年8月8日、フジテレビ） - 伊佐坂浮江 役
  - サザエさん3（2011年1月2日、フジテレビ）
- おじいちゃんは25歳（2010年11月15日 - 25日、TBS） - 栗原麻衣 役
- 示談交渉人 ゴタ消し 第1話（2011年1月6日、読売テレビ） - 里見愛子 役
- ドラマ10（NHK総合）
  - フェイク 京都美術事件絵巻 第3話（2011年1月18日） - 黒岩早苗 役
  - トクサツガガガ（2019年1月18日 - ） - 吉田久美 役
- 金曜ナイトドラマ「バーテンダー」 glass 2（2011年2月11日、テレビ朝日） - 山岸由香利 役
- 名前をなくした女神（2011年4月 - 6月、フジテレビ） - 進藤真央 役
- 木曜劇場「それでも、生きてゆく」（2011年7月 - 9月、フジテレビ） - 藤村五月 役
- 私が恋愛できない理由（2011年10月 - 12月、フジテレビ） - 前田ひかり 役
- 王様の家（2011年11月2日、BS朝日） - 峰岸はるか 役
- 使命と魂のリミット（2011年11月5日・12日、NHK総合） - 真瀬望 役
- 妄想捜査〜桑潟幸一准教授のスタイリッシュな生活〜（2012年1月 - 3月、テレビ朝日） - 木村都与 役
- もう一度君に、プロポーズ（2012年4月 - 6月、TBS） - 吉城桂 役
- うたの家〜歌人・河野裕子とその家族〜（2012年8月26日、NHK BSプレミアム） - 永田紅 役[36]
- ヤアになる日〜鳥羽・答志島パラダイス〜[37]（2012年9月30日、NHK BSプレミアム） - 主演・山岡紗智子 役
- 世にも奇妙な物語2012 秋の特別編「相席の恋人」（2012年10月6日、フジテレビ） - 主演・山田スズ 役
- 花のズボラ飯（2012年10月 - 12月、MBS） - 主演・駒沢花 役
- dinner（2013年1月 - 3月、フジテレビ） - 辰巳沙織 役
- 一休さん2（2013年5月5日、フジテレビ） - 月姫 役
- 水木しげるのゲゲゲの怪談「永仁の壺」（2013年8月31日、フジテレビ） - 主演・園田美也子 役
- 鍵のない夢を見る「芹葉大学の夢と殺人」（2013年9月1日、WOWOW） - 主演・二木美玖 役
- よろず占い処 陰陽屋へようこそ（2013年10月 - 12月、関西テレビ） - 只野路子 役
- 金曜プレステージ「森村誠一サスペンス 孤独の密葬〜翻訳家の殺人推理〜」（2013年11月1日、フジテレビ） - 田畑エリカ 役
- 珈琲屋の人々（2014年4月 - 5月、NHK BSプレミアム） - 南野千香 役
- Smoking Gun〜決定的証拠〜（2014年4月 - 6月、フジテレビ） - 永友エミリ 役
- スペシャルドラマ「奇跡の教室」（2014年6月28日、日本テレビ） - 南野 役
- 水球ヤンキース（2014年7月 - 9月、フジテレビ） - 庄司真冬 役（友情出演）
- ファーストクラス（2014年10月 - 12月、フジテレビ） - 須賀さくら 役
- ダークスーツ（2014年11月 - 12月、NHK総合） - 一之瀬美砂子 役
- 残念な夫。（2015年1月 - 3月、フジテレビ） - 榛野知里 役
- ドラマスペシャル「最後の証人」（2015年1月24日、テレビ朝日） - 小坂千尋 役
- 天使のナイフ （2015年2月22日 - 3月22日、WOWOW） - 早川みゆき 役[38]
- 刑事7人（2015年 - 2022年、テレビ朝日） - 水田環 役
  - SEASON1（2015年7月15日 - 9月9日）[39][40]
  - SEASON2（2016年7月13日 - 9月14日）
  - SEASON3（2017年7月12日 - 9月13日）
  - SEASON4（2018年7月11日 - 9月12日）
  - SEASON5（2019年7月10日 - 9月18日）
  - SEASON6（2020年8月5日 - 9月30日）
  - SEASON7（2021年7月7日 - 9月15日）
  - SEASON8 第1話（2022年7月13日）[41]
- カインとアベル（2016年10月 - 12月、フジテレビ） - 矢作梓 役[42]
- キャリア〜掟破りの警察署長〜 第8話（2016年11月27日、フジテレビ） - 矢作梓 役[43]
- 奪い愛、冬（2017年1月 - 3月、テレビ朝日） - 主演 池内光 役[44]
- 感情8号線（2017年1月22日 - 2月19日、フジテレビTWO） - 絵梨 役[45][注 1]
- 奥様は、取り扱い注意 第1話（2017年10月4日、日本テレビ） - 水上知花 役[46]
- 男の操（2017年11月 - 12月、NHK BSプレミアム） - 純子 役
- 連続ドラマW「春が来た」（2018年1月、WOWOW） - ヒロイン・岸川直子 役[47]
- 地域発ドラマ あったまるユートピア（2018年1月24日、NHK BSプレミアム） - 主演・鷹宮伊織 役[48]
- 世にも奇妙な物語'18春の特別編「少年」（2018年5月12日、フジテレビ） - 主演・岡林遥 役[49]
- 正義のセ 第6話（2018年5月16日、日本テレビ） - 田代美咲 役[50]
- 悪魔が来りて笛を吹く（2018年7月28日、NHK BSプレミアム） - 菊江 役[51]
- 日経ドラマスペシャル 琥珀の夢（2018年10月5日、テレビ東京） - ミドリ 役[52]
- オトナの土ドラ「ミラー・ツインズ」Season1（2019年4月6日 - 5月25日、東海テレビ・フジテレビ系） - 白石里美 役[53]
- 緊急取調室 THIRD SEASON 第6話（2019年5月16日、テレビ朝日） - 柴田七海 役[54]
- 連続ドラマW「ミラー・ツインズ」Season2（2019年6月8日 - 6月29日、WOWOW） - 白石里美 役[53]
- 連続ドラマW「湊かなえ ポイズンドーター・ホーリーマザー」第5話「優しい人」（2019年8月3日、WOWOW） - 主演・明日実 役[55]
- 俺の話は長い 第5話 - 第7話・第9話・最終話（2019年11月9日 - 12月14日、日本テレビ） - 三枝明日香 役
- カンパニー〜逆転のスワン〜（2021年1月10日 - 2月28日、NHK BSプレミアム） - 瀬川由衣 役[56]
- オー!マイ・ボス!恋は別冊で 第4話 - 第7話・第9話・最終話（2021年2月2日 - 3月16日、TBS） - 蓮見理緒 役[57]
- らせんの迷宮〜DNA科学捜査〜（2021年10月15日[注 2] - 11月26日、テレビ東京） - 乱原流奈 役[59]
- 婚姻届に判を捺しただけですが（2021年10月19日 - 12月21日、TBS） - 百瀬美晴/野上香菜 役[60][61]
- 命のバトン～赤ちゃん縁組がつなぐ絆～（2021年11月18日、NHK BS1[注 3]） - 成瀬千春 役[62][63]
- 正直不動産（2022年4月5日 - 6月7日、NHK総合） - 花澤涼子 役[64]
  - 正直不動産スペシャル（2024年1月3日、NHK総合・NHK BSプレミアム4K）[65][66]
  - 正直不動産2（2024年1月9日 - 3月12日、NHK総合・NHK BSプレミアム4K）[66]
  - 正直不動産ミネルヴァ Special（2025年2月5日、NHK BS）[67]
- 寂しい丘で狩りをする（2022年4月23日 - 6月11日、テレビ東京） - 主演・桑村みどり 役[注 4][68]
- 事件は、その周りで起きている (2022年8月1日 - 4日、NHK総合） - 向田舞 役[69]
  - 事件は、その周りで起きている シーズン2（2024年9月30日 - 10月3日、NHK総合）[70]
- 大河ドラマが生まれた日（2023年2月4日、NHK総合） - 楠田美登理 役[71]
- 大奥「5代・徳川綱吉×右衛門佐 編」（2023年2月7日 - 3月14日、NHK総合） - 柳沢吉保 役[72]
- 隣の男はよく食べる（2023年4月13日 - 6月29日、テレビ東京 他） - 主演・大河内麻紀 役（菊池風磨とダブル主演）[73][74]
- 夜ドラ わたしの一番最悪なともだち（2023年8月21日 - 10月12日、NHK総合） - 三島麻衣子 役[75]
- グレイトギフト（2024年1月18日 - 3月14日、テレビ朝日） - 安曇杏梨 役[76]
- 坂の上の赤い屋根（2024年3月3日 - 31日、WOWOW） - 小椋沙奈 役[77]
- 霊験お初〜震える岩〜（2024年5月4日、テレビ朝日） - 内藤りえ / 大野屋りえ 役[78]
- バントマン（2024年10月12日 - 12月21日、東海テレビ・フジテレビ） - 根鈴華 役[79]
- TRUE COLORS（2025年1月5日 - 3月2日、NHK BSプレミアム4K・NHK BS） - 主演・立花海咲 役[80][81]
- 19番目のカルテ 第4話（2025年8月10日〈予定〉、TBS） - 安城早智 役[82]
- 浮浪雲（2026年〈予定〉 - 、NHK BS・NHK BSプレミアム4K） - かめ 役[83]

### 配信ドラマ
- 清く恋しく、美しく（2007年7月、Yahoo!動画） - 遠野夏子 役
- 僕のとてもわがままな奥さん（2010年11月29日 - 12月3日、NHKワンセグ2） - 主演 ナオミ 役[84]
- ケンシロウによろしく（2023年9月22日 - 、DMM TV） - 久田佳子 役[85]
- 【推しの子】（2024年11月28日 - 12月5日、Amazon Prime Video） - 斉藤ミヤコ 役[86]
- 情事と事情（2024年12月5日 - 、Lemino） - 主演・結城愛里紗 役[87]

### 映画
- GROW 愚郎（2007年9月8日公開、チェイスフィルムエンタテインメント） - 雅美 役
- スーパーカブ（2008年1月26日公開、ジョリー・ロジャー） - 鏑木美緒 役
- ぼくたちと駐在さんの700日戦争（2008年4月5日公開、ギャガ） - 和美ちゃん 役
- 砂時計（2008年4月26日公開、東宝） - 朝田リカ 役
- 花子の日記〜ビーフのキョーフ物語〜（2011年11月26日公開、2010年さぬき映画祭準グランプリ作品）
- ヒカリ、その先へ（2010年10月23日公開、ソニー・ミュージックエンタテインメント） - きい 役
- 夢売るふたり（2012年9月8日公開、アスミック・エース） - 佐伯綾芽 役
- みなさん、さようなら（2013年1月26日公開、ファントム・フィルム） - 緒方早紀 役
- 遠くでずっとそばにいる（2013年6月15日公開、ソニーPCL） - 主演・志村朔美 役
- キッズ・リターン 再会の時（2013年10月12日公開、清水浩監督、東京テアトル / オフィス北野） - マナミ 役
- ジ、エクストリーム、スキヤキ（2013年11月23日公開、前田司郎監督、スールキートス） - 楓 役
- 珍遊記（2016年2月27日、東映） - 玄奘 役[88]
- 3月のライオン（前編:2017年3月18日 / 後編:2017年4月22日、東宝 / アスミック・エース） - 川本あかり 役
- あいあい傘（2018年10月26日、SDP） - 主演・高島さつき 役[89]
- 半径1メートルの君〜上を向いて歩こう〜「やさしい人」（2021年2月26日、KATSU-do）[90]
- 女たち（2021年5月21日公開、シネメディア / チームオクヤマ） - 香織 役[91]
- 三日月とネコ（2024年5月24日公開、ギグリーボックス） - 主演・三角鹿乃子 役（渡邊圭祐、安達祐実とトリプル主演）[92][93]
- 【推しの子】-The Final Act-（2024年12月20日公開、東映） - 斉藤ミヤコ 役[86]

### 短編映画
- koganeyuki（2009年1月17日公開） - 主人公・里佳 役

### テレビアニメ
- 女川中バスケ部 5人の夏（2017年8月[94]）
- 俺たちゃ妖怪人間（2017年10月 - 2018年3月、TOKYO MX、BS11） - ベラ 役[95]
- 俺たちゃ妖怪人間G (2018年4月 - 9月、TOKYO MX、BS11） - ベラ 役

### 劇場アニメ
- 劇場版 七つの大罪 光に呪われし者たち（2021年7月2日、東映） - 最高神 役[96]

### バラエティ・教養
- E娘! （TBS制作・BS-i）
  - ミスマガジン2006スペシャル（2006年3月30日、TBS / 2006年4月2日、BS-i）
  - ミスマガジン2006バトル（2006年6月8日・15日、TBS / 2006年6月11日・18日、BS-i）
- 天使らんまん 夏休みSP（2006年8月22日、MBS）
- ミスマガ!（2006年7月 - 、USEN提供パソコンテレビGyaO）
- 開運音楽堂（2006年10月 - 2007年10月・2008年1月、TBS）
- エリンが挑戦! にほんごできます。（2006年10月から2007年3月分、NHK教育・NHKワールド）
- 着信御礼!ケータイ大喜利（2007年9月1日・12月1日・2008年4月19日、2011年1月16日、NHK総合）
- どうぶつ奇想天外!（2007年12月9日・2008年4月27日・8月17日、TBS）
- コンバット（2008年1月 - 2008年4月、フジテレビ）
- Beach Angels（2008年、TBSチャンネル）
- 土曜スタジオパーク（2008年4月5日 - 2008年12月13日、NHK総合） - サブMC
- 地球出逢い旅 Vol.1「地球の箱庭ニュージーランド」（2011年9月24日、BS日テレ） - 旅人
- 倉科カナの未来ナレーション紀行（2012年9月24日、TBS / 2012年9月28日、MBS） - ナレーション
- 東京上級デート ＃31 青山（2012年11月7日、テレビ朝日）
- ボキャブライダー on TV（2020年4月 - 、NHK Eテレ）[97]
- サスティな!〜こんなとこにもSDGs〜（2022年4月2日 - 、フジテレビ） - MC[98]
- A-Studio+（2022年5月6日、TBS）

### CM・広告
- リクルート・ゼクシィ「花嫁の女友達編」「花嫁の友人編」「花嫁の先輩編」（2006年）
- でん六・でん六豆「少女とでんちゃん編」（2006年 - ）
- 資生堂「UNO デオドラントスプレー」（2007年5月 - ）
- 警視庁「2つの110番」広報ポスター（2010年）
- 日本損害保険協会「自動車自賠責保険加入促進」イメージキャラクター（2010年3月1日 - 31日）
- チョーヤ梅酒「うめほのり」（2011年 - ）
- Amebaモバイル（2011年）
- タイガー魔法瓶
  - 「電子ケトル わく子」（2011年）
  - 「THE 炊きたて」（2012年）
  - GX GRANDX 「幻のレストランにご招待！」キャンペーン（2015年）
- ハウス食品「のっけてジュレ」（2012年）
- エスエス製薬「スルーラック」（2012年）
- 日本ハム「彩りキッチン」（2015年）[99]
- 大正製薬「コパトーン」（2015年 - ）
  - 「トリックアート」篇（2014年6月28日 - ）[100]
  - 「旅行準備、よーし!」篇（2015年4月1日 - ）[101]
  - 「お揃いじゃダメソング」篇（2016年3月17日 - ）[102]
- オートバックスセブン「オートバックス」（2015年）
  - 「悩んでOKの歌」篇（2015年4月29日 - ）[103]
- 森永乳業 Miloha
  - 「オレに、甘えちゃいな。」篇（2020年4月14日 - ）[104]
- 花王 ビオレ
  - 泡クリームメイク落とし「泡クリ新発売」篇（2020年9月18日 - ）[105]
  - クリアふきとりシート「クリアふきとりシート新発売」篇（2020年9月18日 - ）[106]
- 魔剣伝説（2021年7月 - ） [12]
- 有楽製菓 ブラックサンダー
  - WebCM「黒雷探偵事務所～怪盗ブラックを追って～」Episode 01 - 07（2021年9月6日 - ）[107]
- 麒麟麦酒
  - 「SPRING VALLEY 豊潤＜496＞」WebCM（2021年12月3日 - ） [108]
  - 「ホワイトホース」（2022年3月14日 - ）[109]

### ラジオ
- 倉科カナのかなラジ！ feat.～映画『女たち』～（2021年1月 - 3月28日、ニッポン放送）[110]

### WEB
- 時東ぁみと倉科カナの今夜は生（ライブ）だ!（2009年2月6日）

### PV
- 斉藤和義 『ウエディング・ソング』
- GLAY 『Eternally』[111]

### 舞台
- 4×4（2008年3月、サントリーホール/兵庫県立芸術文化センター）
- 寵愛 〜大陸篇〜（2009年1月23日 - 2009年2月1日、下北沢ザ・スズナリ）
- 朗読劇 私の頭の中の消しゴム（2010年9月9日・9月14日・9月18日、天王洲 銀河劇場）
- カレーライフ（2011年5月14日 - 22日、天王洲 銀河劇場）
- シダの群れ（2012年5月4日 - 27日、シアターコクーン）
- 真田十勇士（2013年8月30日 - 10月6日、赤坂ACTシアター、中日劇場、梅田芸術劇場メインホール）
- 現代能楽集VIII『道玄坂綺譚』（2015年11月、世田谷パブリックシアター）[112]
- ライ王のテラス（2016年3月4日 - 17日、赤坂ACTシアター） - 第二王妃 役[113]
- チャイメリカ（2019年2月6日 - 24日、世田谷パブリックシアター / 愛知、兵庫、宮城、福岡）[114]
- パークビューライフ（2021年4月7日 - 5月2日[注 5]、世田谷パブリックシアター 、サンケイホールブリーゼ、ウインクあいち）[115]
- こまつ座 第139回公演「雨」（2021年9月18日 - 26日、世田谷パブリックシアター / 10月2日、横浜関内ホール 大ホール / 10月8日、所沢市民文化センター ミューズ マーキーホール / 10月13日、静岡市民文化会館 中ホール）[116]
- ガラスの動物園（2021年12月12日 - 30日、日比谷 シアタークリエ） - ローラ・ウィングフィールド 役[117]
- お勢、断行（2022年5月 - 6月[注 6]、世田谷パブリックシアターほか） - 主演・お勢 役[118][119][120]
- My Boy Jack（2023年10月7日 - 22日、 紀伊國屋サザンシアター TAKASHIMAYA / 2023年10月28日 - 29日、 キャナルシティ劇場 / 2023年11月3日 - 5日、 兵庫県立芸術文化センター / 2023年11月11日 - 12日、 東海市芸術劇場） - キャリー・キプリング 役

## 書籍

### 写真集
- Sunny Flower（2008年11月、双葉社、撮影：アライ テツヤ） - ISBN 978-4-575-30084-0。
- ワタシハココニ（2010年7月、ソニー・マガジンズ、撮影：森崎純子） - ISBN 978-4-7897-3447-9。

### カレンダー
- 倉科カナ 2011年カレンダー（2010年9月22日、トライエックス（ハゴロモ）） - ASIN B003YJFFE0。
- 倉科カナ 2012年カレンダー（2011年10月19日、トライエックス（ハゴロモ）） - ASIN B005GT79OU。

### 雑誌
- 週刊少年マガジン（講談社）
- 週刊ヤングマガジン（講談社）
- FEREK（三推社） - 連載。